# Norrtälje församling
Norrtälje församling var en församling i Uppsala stift och i Norrtälje kommun i Stockholms län. Församlingen uppgick 2001 i Norrtälje-Malsta församling. 

## Administrativ historik
Församlingen bildades 1622 genom en utbrytning ur Frötuna församling.
1954 överfördes till Norrtälje församling från Frötuna församling ett område med 57 invånare och med en areal av 3,15 km², varav 2,75 km² land. Samtidigt överfördes i motsatt riktning (från Norrtälje till Frötuna) ett område med 16 invånare och med en areal av 0,41 kvadratkilometer, varav allt land.
Norrtälje församling uppgick den 1 januari 2001 i Norrtälje-Malsta församling.

### Pastorat
- 1622 till 1643: Annexförsamling i pastoratet Frötuna, Rådmansö och Norrtälje.[1]
- 1643 till 1974: Församlingen utgjorde ett eget pastorat.[1]
- 1974 till 1 januari 2001: Moderförsamling i pastoratet Norrtälje och Malsta.[1]

## Areal
Norrtälje församling omfattade den 1 januari 1952 en areal av 10,66 km², varav 10,47 km² land. Efter nymätningar och arealberäkningar färdiga den 1 januari 1955 omfattade församlingen den 1 januari 1961 en areal av 14,04 km², varav 13,34 km² land.

## Organister
| Ämbetstid | Namn            | Levnadstid | Övrigt    |
| --------- | --------------- | ---------- | --------- |
| 1951–1964 | Sven Söderström | 1916–      | Organist. |

## Kyrkor
- Norrtälje kyrka
- Markuskyrkan